# Jørgen Jørgensen (homme politique, 1888-1974)
Pour les articles homonymes, voir Jørgen Jørgensen.
Jørgen Jørgensen, né le 19 mai 1888 à Kornerup (Danemark) et mort le 15 décembre 1974 à Roskilde (Danemark), est un homme politique danois, membre des Sociaux-démocrates, ancien ministre et ancien député au Parlement (le Folketing).